# العشرة (الخرطوم)
العشرة هي أحد أحياء مدينة الخرطوم عاصمة السودان. وتأثرت المنطقة بالنزاع الدائر في السودان، حيث أفادت أنباء بأن قوات الدعم السريع أمرت سكان حي العشرة في منطقة الصحافة بالخرطوم بمغادرة منازلهم بعد رفضهم التعاون مع قوات الدعم السريع.